# Высокий Человек
Высокий Человек (англ. The Tall Man; также известный, как Громила или Верзила) — персонаж серии фильмов ужасов «Фантазм» Впервые появляется в картине «Фантазм» 1979 года и является главным отрицательным персонажем всех пяти картин серии, последняя из которых вышла осенью 2016 года. Роль Высокого Человека во всех фильмах сыграл актёр Ангус Скримм.

## Описание

### Биография
Высокий Человек жил в XIX веке и работал гробовщиком, тогда его звали Джебедайя Морнингсайд (англ. Jebediah Morningside). Многие годы устраивая похороны, Джебедайя был поглощён мыслями о смерти и о мосте, который соединяет мир живых и мёртвых. В итоге он сконструировал аппарат, который позволил ему путешествовать сквозь пространство и время. Пройдя через портал в первый раз, оказавшись в неизвестности, Джебедайя вскоре вернулся в свою реальность изменённым, необратимо превратившимся в существо, более известное как Высокий Человек. Живёт в похоронном бюро рядом с кладбищем «Морнингсайд» в городе Чайна-Гроув (англ. China Grove).

### Способности
Высокий Человек всегда одет в строгий чёрный костюм, у него длинные седые волосы. Говорит очень мало, используя в основном мимику — чаще всего, приподнимая одну бровь — это стало одной из самых узнаваемых черт персонажа. Пожилой мужчина обладает нечеловеческой силой: он может поднять не только человека, но и целый гроб одной рукой. Также в фильмах показано, что он владеет телекинезом, контролируя объекты и людей при помощи разума. Он может менять внешность, часто превращаясь в соблазнительную женщину — так он завлекает зазевавшихся мужчин, своих потенциальных жертв. Его отрубленные конечности и органы не умирают, а немедленно превращаются в насекомоподобные существа.

### Слабости
Хотя Высокий Человек всегда возвращается к жизни, ему всё же можно нанести вред. В частности, он невероятно чувствителен к холоду. По мнению Майка, это связано с тем, что Высокий Человек, вероятно, родом из очень жарких мест. Также монстр чувствителен к некоторым звукам, которые на время иммобилизуют его. Очень часто при встрече с Майком протяжно произносит «Пааааарень!» (англ. Boooooy!).

### Оружие
Практически всегда Высокого Человека сопровождают другие существа, в частности воскресшие люди, гномы и другие демонические сущности. Главными приспешниками Высокого Человека являются гномы. Изначально это были обычные люди, чьи тела монстр выкопал из могилы после их смерти; затем он уменьшает их до размеров карлика, вынимает мозг и реанимирует тело. Несмотря на свои размеры, эти гномы — также известные как Соглядатаи (англ. Lurkers) — очень сильны и представляют основное войско Высокого Человека. Кроме того, он использует летающие металлические сферы под названием Стражи (англ. Sentinels). Эти сферы прячут внутри себя различные виды оружия: лезвия, дрели, лазеры и циркулярные пилы. Они являются знаковым оружием Высокого Человека. Как позже выясняется, сферы также содержат внутри мозги, извлечённые из Соглядатаев.

## События фильмов

### Фантазм
Главные герои фильма «Фантазм» — братья Майк и Джоди, а также их друг Реджи — подозревают, что местный гробовщик, коим оказывается Высокий Человек, причастен к гибели их друга. Расследование приводит друзей к неожиданному открытию, когда герои осознают, что в доме, который Верзила использует как похоронное бюро, происходят странные вещи и живут странные существа и устройства, убивающие каждого, кто встанет у них на пути. Оказавшись внутри, Майк, Джоди и Реджи находят таинственную белую комнату, в которой находятся «капсулы» с кровожадными карликами, а также проход в параллельный мир, где действует более сильная гравитация. Герои разрабатывают план по уничтожению Верзилы, и когда он оборачивается успехом, Майк просыпается в своём доме, а Реджи говорит ему, что всё произошедшее — плохой сон, в то время как Джоди погиб в аварии. Перед самыми титрами Верзила появляется в комнате Майка, намекая, что всё было правдой и мальчику не удалось спастись.

## Наследие

### Критика
Сьюзан Кинг с сайта «L.A. Times» назвала Высокого Человека одним из культовых персонажей хоррора. Обозреватель сайта «Igor’s Lab» поставил персонажа на 16-е место в списке величайших хоррор-икон 1980-х годов. Обозреватель сайта «Time Out» назвал фильм и персонажа «улётным представителем эпохи». В обзоре фильма на сайте компании «BBC» было отмечено, что «Верзила невероятно хорош в своём безумии». В обзоре сайта «Bloody Disgusting» говорится, что игра актёров неубедительна, за исключением Ангуса Скримма — персонаж выглядит «жутким и пугающим». Джейсон Шенкель пишет, что «как бы не менялась франшиза с выходом каждой новой серии, одно остаётся неизменным — Верзила был и остаётся жутким монстром». В своём обзоре Роджер Эберт отметил, что «на фоне Верзилы, персонажи Джона Кэррадайна кажутся толстяками».

### Другие появления
Вместе с другими хоррор-иконами появляется в документальном фильме «Boogeyman: The Killer Compilation», а также является одним из персонажей компьютерной игры «Terrordrome: The Rise Of Boogeyman». Игрушка в виде Высокого Человека выпускалась компанией «NECA» в серии «Cult Classics, Series 2».

### Отсылки
- В компьютерной игре «Diablo III» есть кольцо с названием «Палец высокого человека»[13].
- В одной из серий телесериала «Зачарованные» присутствует демон сыгранный Роном Перлманом использующий в качестве оружия сферы, очень похожие на Стражей.

### Влияние на культуру
- Капитан Фазма (персонаж вселенной «Звёздных Войн») получила такое имя, потому что её броня очень напоминала летающие сферы, которые использовал Высокий Человек — об этом рассказал в интервью режиссёр фильма «Звёздные войны: Пробуждение силы» Джей Джей Абрамс[14].
- Образ популярного крипипаста Слендермена вдохновлён Высоким Человеком[15].